# Włochy na Zimowych Igrzyskach Paraolimpijskich 2010
Reprezentacja Włoch na Zimowe Igrzyska Paraolimpijskie 2010 liczyła 35 reprezentantów (9 w narciarstwie alpejskim, 6 w narciarstwie klasycznym, 15 w hokeju na lodzie na siedząco i 5 w curlingu).

## Kadra

### Narciarstwo alpejskie
- Luca Carrara
- Melania Corradini
- Gianmaria Dal Maistro
- Daila Dameno
- Enrico Giorge
- Christian Lanthaler
- Hansjorg Lantschner
- Luca Maraffio
- Michael Stampfer

### Narciarstwo klasyczne
- Fabrizio Bove
- Enzo Masiello
- Pamela Novaglio
- Francesca Porcellato
- Paola Protopapa
- Roland Ruepp

### Hokej na siedząco
- Turniej mężczyzn: Gabriele Araudo, Bruno Balossetti, Gianluca Cavaliere, Andrea Chiarotti, Giuseppe Condello, Valerio Corvino, Rupert Kanestrin, Gregory Leperdi, Ambrogio Magistrelli, Florian Planker, Roberto Radice, Gianluigi Rosa, Igor Stella, Santino Stillitano, Werner Winkler

### Curling na wózkach
- Turniej drużyn mieszanych: 5. miejsce
  - Gabriele Dallapiccola, Egidio Marchese, Angela Menardi, Emanuele Spelorzi, Andrea Tabanelli